# Lengyel (település)
Lengyel (németül: Lendl) község Tolna vármegyében, a Bonyhádi járásban.

## Fekvése
Lengyel község Tolna vármegye legmagasabban fekvő lakott települése, Bonyhád és Dombóvár között. Közigazgatási területén áthalad a Bonyhád-Majos és Kurd között húzódó, a 6529-es és 6532-es utakat összekötő 6538-as út, de a központjába csak az arról nyugat felé kiágazó 65 163-as számú mellékút vezet be.

## Története
A településről nevezték el a késő neolitikus - korai rézkori lengyeli kultúrát, amely majdnem az egész i. e. 5. évezred folyamán kultúraformáló szerepet vitt Közép-Európa nagy részén.

## Közélete

### Polgármesterei
- 1990–1994: Bai József (független)[5]
- 1994–1998: Ifj. Rózsa József (független)[6]
- 1998–2002: Rózsa József (független)[7]
- 2002–2006: Ifj. Rózsa József (független)[8]
- 2006–2010: Teninger János (független)[9]
- 2010–2014: Lőrincz Józsefné (független)[10]
- 2014–2019: Lőrincz Andrea (független)[11]
- 2019–2024: Braun János László (független)[12]
- 2024– : Braun János László (független)[3]

## Népesség
A település népességének változása:
| Lakosok száma | 539  | 556  | 545  | 480  | 492  | 486  | 472  |
|               | 2013 | 2014 | 2015 | 2021 | 2022 | 2023 | 2024 |

A 2011-es népszámlálás során a lakosok 76,3%-a magyarnak, 6,4% cigánynak, 14,5% németnek, 0,2% románnak, 0,2% szlováknak mondta magát (23,4% nem nyilatkozott; a kettős identitások miatt a végösszeg nagyobb lehet 100%-nál). A vallási megoszlás a következő volt: római katolikus 60,4%, református 1,9%, evangélikus 1,9%, felekezeten kívüli 1% (34,2% nem nyilatkozott).
2022-ben a lakosság 88,2%-a vallotta magát magyarnak, 6,5% németnek, 4,7% cigánynak, 0,2% szlováknak, 2% egyéb, nem hazai nemzetiségűnek (11% nem nyilatkozott; a kettős identitások miatt a végösszeg nagyobb lehet 100%-nál). Vallásuk szerint 48,8% volt római katolikus, 1,4% református, 0,8% evangélikus, 0,6% görög katolikus, 0,6% egyéb katolikus, 11% felekezeten kívüli (36,8% nem válaszolt).

## Rendezvények
- Anna-bál
- Pollen Ifjúsági Rockfesztivál

## Nevezetességei
- Apponyi-kastély – 22 hektáros parkkal körülvéve, botanikai ritkaságokkal.
- Óvodamúzeum
- Svájceráj (svájci mintára épített istálló a 19. századból)
- Apponyi pince
- Posta és az óvoda épülete (Az Apponyiak első - kisebb méretű - kastélya)
- Annafürdő - 100 hektáros parkerdő erdei iskolával, tóval, kisebb "vadasparkkal"
- Sánci-tető (Wosinsky Mór által régészetileg feltárt terület) szép panoráma a Kaposvölgyére

## Képek az Apponyi-kastélyról

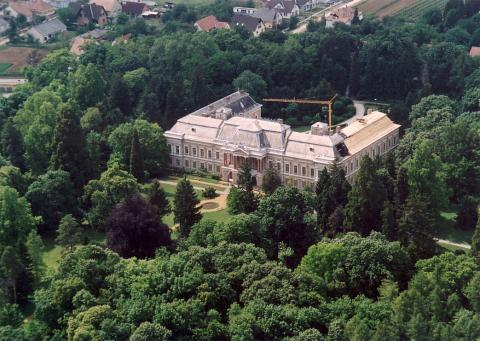
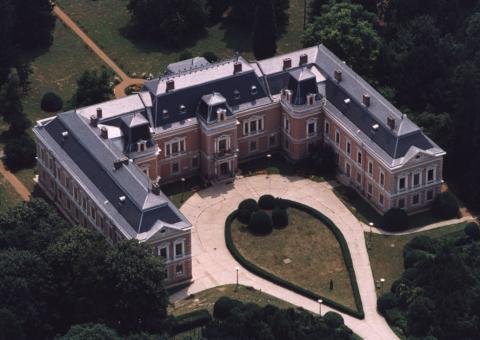
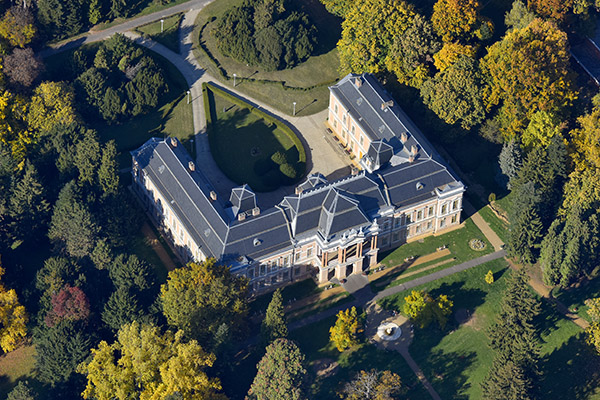
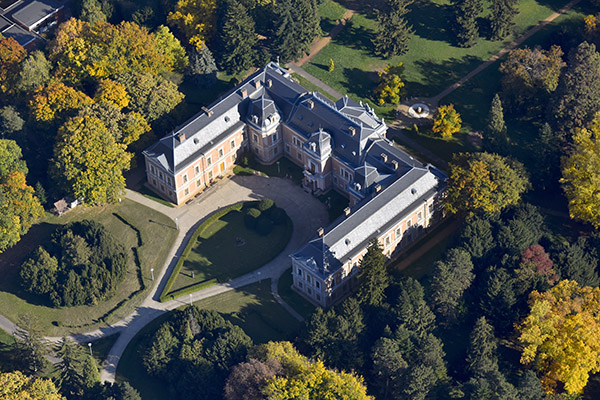

## Híres lengyeliek
(Kik kisebb-nagyobb ideig a faluban éltek, dolgoztak)
- gróf Apponyi Antal György (az első kastély építtetője
- gróf Apponyi Sándor
- Bogdán János
- dr. Cserháti József
- Wosinsky Mór